# Алонсо де Овальє
Алонсо де Овальє (ісп. Alonso de Ovalle; 27 липня 1603, Сантьяго — травень 1651, Ліма) — чилійський священник-єзуїт, історик, літописець генерал-капітанства Чилі.

## Життєпис

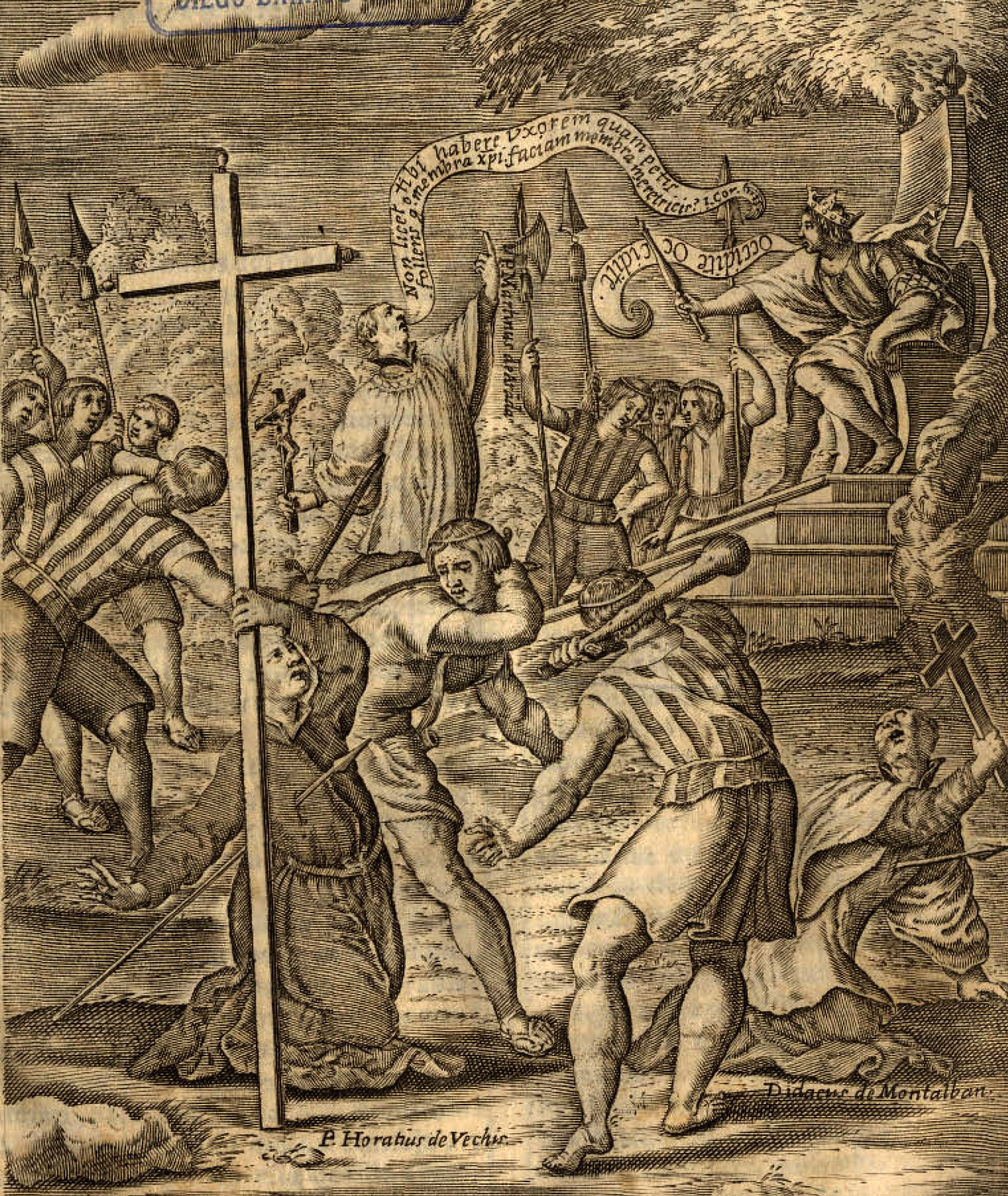
"Єзуїти приймають мученицьку смерть від індіанців 1612 року" (А. де Овальє, 1646)

Правнук генуезького мореплавця Джованні Баттісти Пастене. Вивчав богослов'я, після 11 років навчання висвячений у священики-єзуїти. Відтоді присвятив себе освіті та місіонерству. Побував у Мадриді та Римі. Був призначений прокурором єзуїтської віце-провінції Чилі.

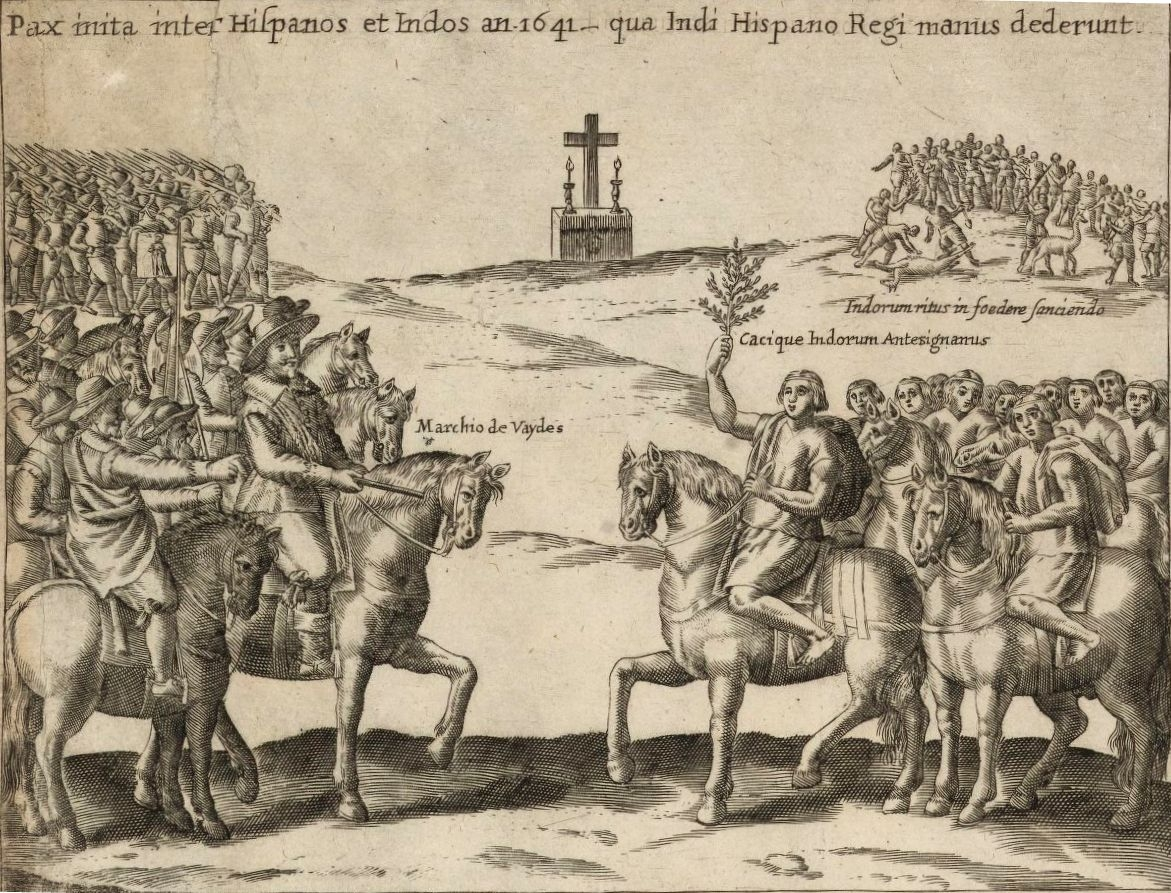
Гравюра Алонсо де Овальє із зображенням зустрічі іспанців та арауканів для укладання миру (1646)

Автор праці Historica relacion del Reyno de Chile y de las missiones y Ministerios queercita en ell la Compañía de Jesus, що описує історію завоювання Чилі та війну з арауканами.

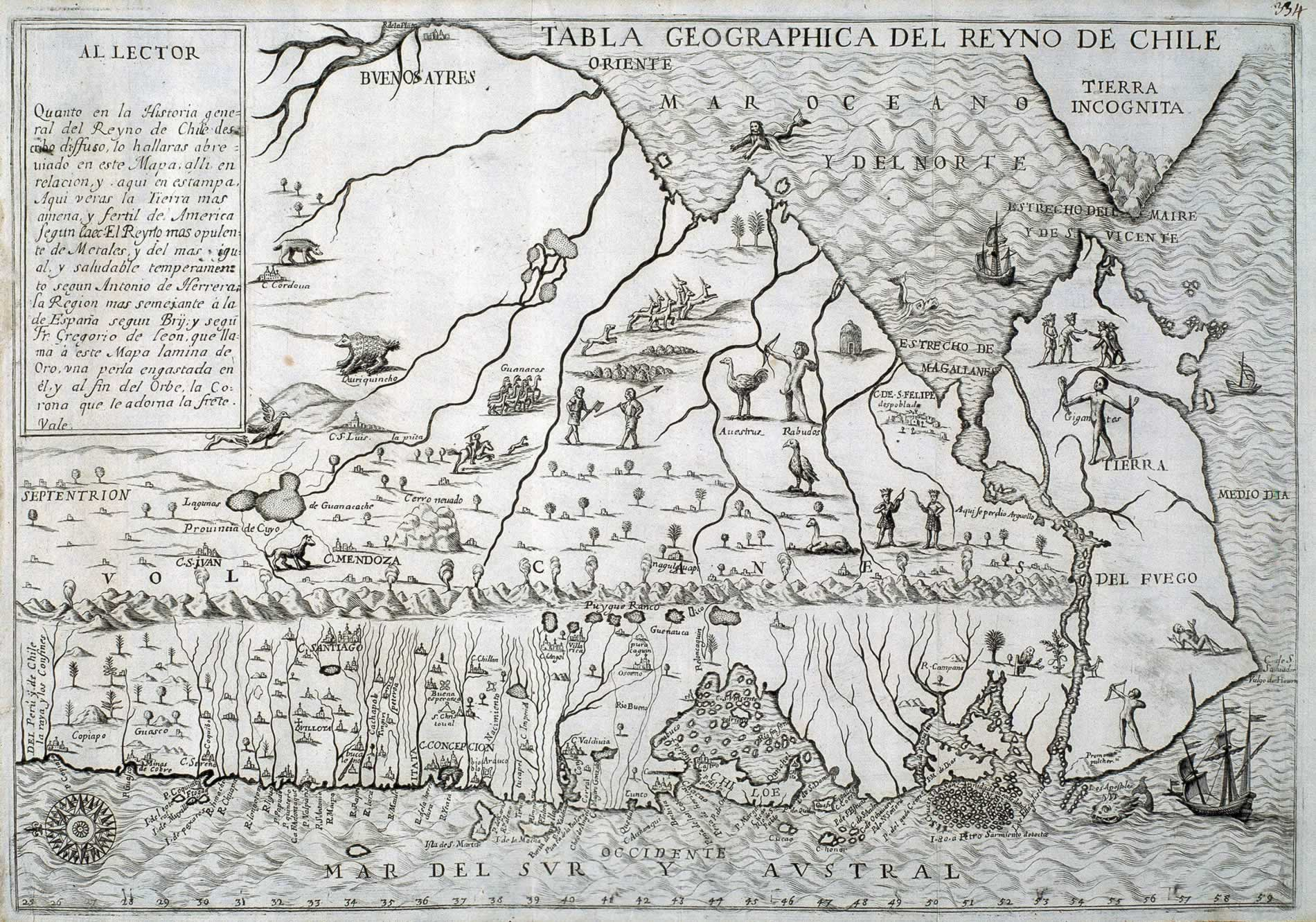
Історична карта генерал-капітанства Чилі. XVII століття

## Вибрані твори
- La relación verdadera de las paces que capituló con el araucano rebelado el Marqués de Baides : œuvre historique sur les traités de paix signés par le marquis de Baides, gouverneur du Chili à partir de 1638.
- Arboles de las descendencias de las muy nobles casas y apellidos de los Rodríguez del Manzano, Pastenes y Ovalles : œuvre généalogique sur la famille d’Alonso de Ovalle
- Histórica Relación del Reino de Chile (1646)5 : œuvre historique et géographique sur le royaume du Chili, de sa découverte par les Espagnols jusqu’en 1646